# 自立晩報
自立晩報（じりつばんほう）は、台湾における夕刊紙であり、有数の歴史を持つ新聞である。かつては大きな影響力を持つ新聞でもあった。

## 歴史
自立晩報は、1947年10月10日に台湾で最初の中国語夕刊紙として創刊した。創刊以来、「無党無派、独立経営」をスローガンとし、「政治上いかなる党派にも偏らず、いかなる財閥やグループにも妥協しない」と自負している。顧培根によって創刊された同紙は、四開紙と呼ばれるサイズ（54cm×39cm）であった。1949年、鄭邦昆と婁子匡が発行権を高額で買い取り引き継いだ。1959年には呉三連が経営に加わる。1988年、新たに自立早報を創刊して自立報系と呼ばれるメディアグループを形成した。1980年代末には、台湾史に関する書籍を多く出版している。
自立晩報は過去に10回の経営者変更と5回の移転、そして3回の停刊処分を経験している。1950年11月17日、文芸欄「萬家燈火」に香港紙がカットした「草山衰翁」を掲載し、政府から「蔣介石総統対する不敬」として停刊処分と復刊を行わない処分を受けた。この処分は李玉階の尽力により解除され、1951年9月21日に復刊している。1959年に呉三連が発行人、葉明勳が社長となると台南幇の支持による資金で非主流的な様相を呈する。これが当時の新聞と異なる報道スタイルに発展し、多くの支持を得た。1953年2月には一週間、10月には3ヶ月の停刊処分を受けたが、自立晩報の姿勢は一貫し、出版法改正の反対、彭明敏の「台湾自救運動」宣言事件、中壢事件、美麗島事件、中正国際空港事件などを詳細に報道している。1987年、二人の記者を東京経由で中国大陸に派遣し取材を行い、読者の口コミを得ている。1993年6月の行政院国家科学委員会でも、自立晩報は国内で最も読者に信頼される新聞と報告されている。
戒厳令解除後、メディア市場の競争は熾烈を極め、自立晩報も赤字が累積し、呉三連が世を去ると政治勢力の介入に直面することとなった。1995年、中国国民党籍の台北市議会議員陳政忠が率いる宏福グループが経営に参加。2000年の金融危機で宏福グループが経営から手を退くと、台北県議会議員の陳錦碇が董事長に就任する。その後、象山グループの江道生総裁が経営に参加した。2001年、民主進歩党籍の台北市議会議員王世堅が董事長した後、給与支払いの滞りという問題が表面化して王は経営から退き、ほどなくして自立晩報は発行を維持する力を失ってしまう。
2001年9月、自立晩報の社員80人余りは発行の継続を決定し、謝志鵬を社長に選出して新会社を設立し、発行を続けている。2001年10月2日、停刊。